# Schleicher K8
El Schleicher K8 es un planeador monoplaza fabricado en Alemania por la compañía Alexander Schleicher GmbH & Co. El K8 está diseñado principalmente para el aprendizaje del vuelo sin motor.

## Diseño y desarrollo
El K8 fue diseñado por el ingeniero aeronáutico Rudolf Kaiser. En esta aeronave se empleó una mezcla de distintos materiales como el metal, la madera y la fibra de vidrio. El prototipo voló por primera vez en noviembre de 1957.

## Especificaciones
- tripulación: 1 piloto.
- Envergadura: 15 m
- Peso vacío: 190 kg
- Peso máximo: 310 kg
- carga alar: 21,9 kg/m²
- Coefficiente de planeo: 1:25 (75km/h)
- Velocidad nunca excedida: 190 km/h

### Aeronaves similares
- Schleicher Ka 6
- PZL Bielsko SZD-30